# Alexander Smith (poète)
Pour les articles homonymes, voir Alexander Smith et Smith.
Alexander Smith, né le 31 décembre 1829 à Kilmarnock en Écosse et mort le 5 janvier 1867 à Édimbourg, est un poète, étiqueté comme faisant partie de l'école dite spasmodique (en), et essayiste écossais.

## Biographie
Alexander Smith nait le 31 décembre 1829 à Kilmarnock en Écosse. Il est l'aîné de six enfants nés de John Smith (1800-1890) et de Christina née Murray (1810-1880). John Smith conçoit des blocs d'impression pour le calicot et la mousseline ; il travaille à Paisley et à Kilmarnock, où Alexander est né, avant de déménager à Glasgow quand Alexander a environ huit ans.
Alors qu'Alexander est encore à l'école, il est frappé par une fièvre qui le laisse avec un strabisme à un œil,,. Les détails de sa scolarité sont rares, mais on sait qu'elle a commencé à Paisley et s'est poursuivie à la John Street School à Glasgow,. Il quitte l'école à l'âge de onze ans et suit le métier de son père dans la vente de mousseline.
Alexander Smith est un lecteur avide et devient cofondateur, avec des jeunes partageant les mêmes idées, de la Glasgow Addisonian Literary Society,. Ses premiers poèmes sont publiés dans journal The Glasgow Citizen en 1850, dont le propriétaire et éditeur James Hedderwick devient le mécène et ami. Le succès de son premier volume de poèmes, A Life Drama and other Poems (1853), lui apporte la célébrité et des partisans influents qui lui permettent d'être nommé secrétaire de l'université d'Édimbourg en 1854.

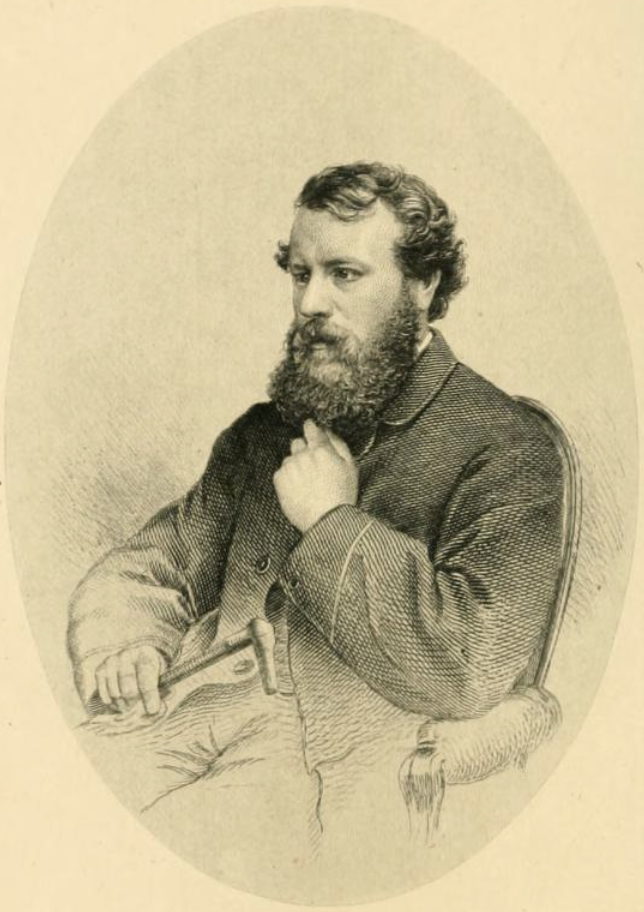
Portrait d'Alexander Smith.

À Édimbourg, Alexander Smith est un proche voisin du peintre paysagiste Horatio McCulloch, qui a également grandi à Glasgow, et les deux hommes deviennent de grands amis,. La femme de McCulloch, Marcella MacLellan, est originaire de l'île de Skye, où le massif Cuillin est le sujet de nombreuses peintures de McCulloch. Ce dernier et Alexander Nicolson (en), un habitant de Skye vivant à Édimbourg, font découvrir l'île à Alexander Smith. Cette découverte le marque profondément.
Le 24 avril 1957, Alexander Smith épouse la cousine de Marcella, Flora Nicolson Macdonald (1829-1873), à Ord House, la maison de ses parents sur la péninsule de Slèite, à Skye. Le couple retourne à Skye chaque été jusqu'à la mort d'Alexander Smith, et l'île lui inspire son œuvre A Summer in Skye.
Les dernières années de Smith lui apportent des soucis financiers. Son salaire de l'université a été porté à 200 £ par an, mais la vente de ses écrits est compromise par des critiques hostiles. Il doit subvenir aux besoins d'une famille grandissante et entretenir la « Gesto Villa », une grande maison à Wardie qui a été achetée pour eux par un oncle de Flora qui a fait fortune en Inde grâce à l'indigo. Bien que les horaires de travail d'Alexander à l'université lui laissent du temps pour écrire, ce temps est largement absorbé par les réceptions qu'il offre à ses nombreux amis et parents,.
Il a contracté la diphtérie en novembre 1866. À cela s'ajoute la fièvre typhoïde,. À la fin de l'année, il semble se reprendre, mais la conjugaison des deux maladies l'emporte. Il meurt chez lui le 5 janvier 1867 à l'âge de 37 ans, et est enterré six jours plus tard au cimetière de Warriston.

### Mémorial

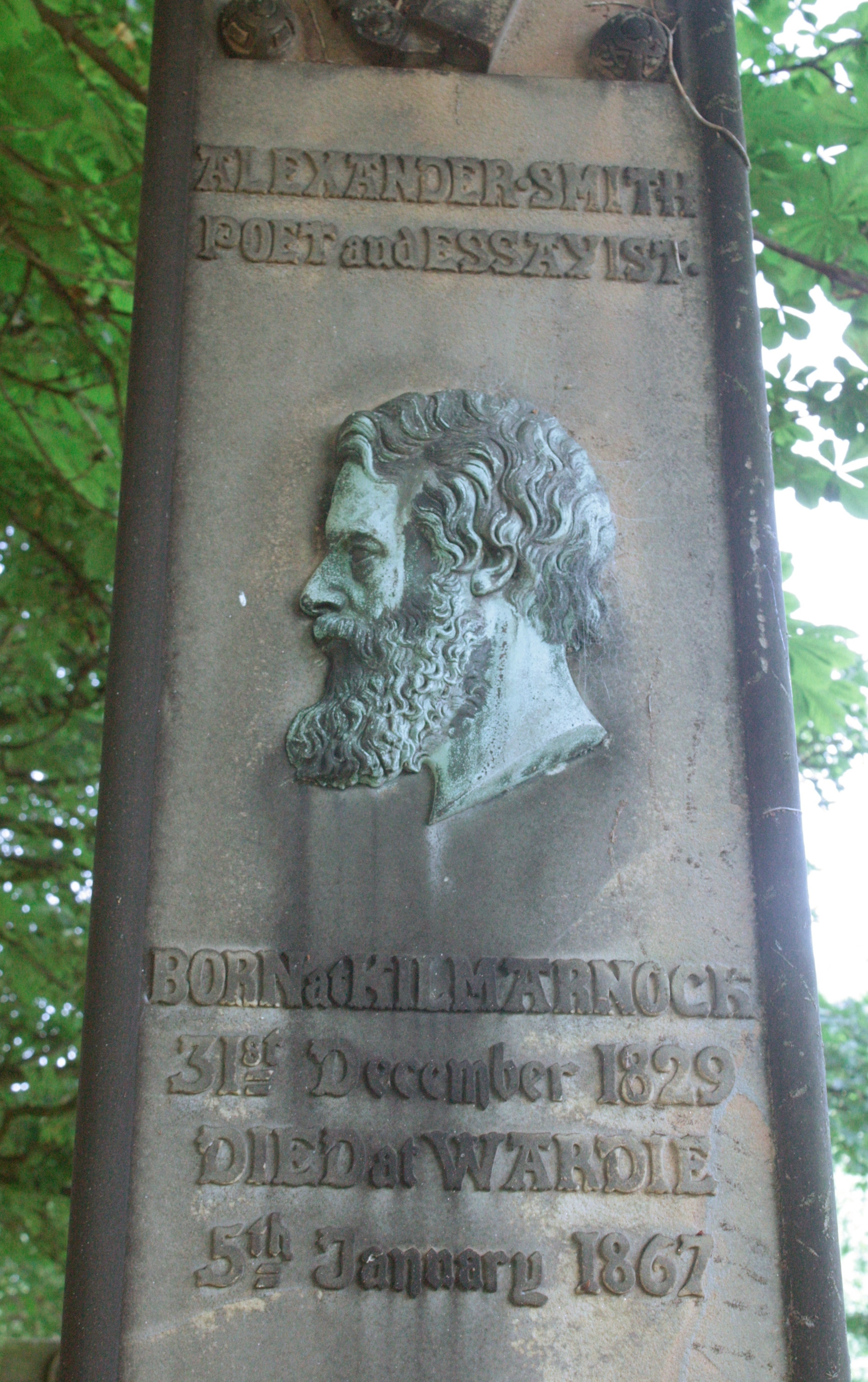
Tombe d'Alexander Smith, cimetière de Warriston.

Sa croix en grès rouge de 4,87 m de haut se dresse près de l'ancienne porte Est (aujourd'hui scellée) du cimetière de Warriston (l'accès se fait par une autre porte).
Le mémorial est conçu par l'artiste James Drummond (en) (1816-1877) avec un motif de croix celtique comprenant une harpe, une couronne de laurier de poète et une étoile, et la maçonnerie est sculptée avec des chardons et des lauriers entrelacés, par le sculpteur John Rhind (en) (1828-1892). Il possède également une tête de bronze représentant Alexander Smith de profil, ajoutée par William Brodie (en) (1815-1881) qui a également sculpté la statue de Greyfriars Bobby.
L'inscription est la suivante : « Alexander Smith, poète et essayiste. Né à Kilmarnock, le 31 décembre 1829 ; décédé à Wardie, le 5 janvier 1867 ». Et à la base, il est gravé « Erigé par certains de ses amis personnels ».

## Œuvres
En tant que poète, il est l'un des principaux représentants de ce qu'on appelle l'école dite spasmodique (en). Alexander Smith, Philip James Bailey et Sydney Thompson Dobell sont satirisés par William Edmondstoune Aytoun en 1854 dans Firmilian : a Spasmodic Tragedy.
L'année où Sydney Dobell arrive à Édimbourg, une relation se crée entre les deux hommes, qui aboutit à leur collaboration avec le livre War Sonnets (1855), inspiré par la guerre de Crimée. Alexander Smith publie également City Poems (1857), œuvre largement bibliographique, et Edwin of Deira (1861), une épopée northumbrienne.
Bien que son premier ouvrage, A Life Drama, soit très apprécié, sa poésie est par la suite moins bien vue et est ridiculisée comme étant spasmodique. Edwin of Deira est également attaqué, injustement, pour plagiat. Alexander Smith se tourne vers la prose et publie Dreamthorp : Essays written in the Country (1863), particulièrement remarquable pour l'essai A Lark's Flight, dans lequel Smith décrit le chant d'une alouette brisant le silence juste avant que la trappe ne soit ouverte sous deux condamnés. Deux ans plus tard, il publie son œuvre la plus célèbre, A Summer in Skye (1865). Outre ces ouvrages et de nombreux articles de magazine, il édite l'édition Golden Treasury de Burns et écrit un roman, Alfred Hagart's Household, qui est publié en série dans Good Words en 1865.
Le poème Glasgow, écrit par Alexander Smith en 1857, est adapté en chanson en 2022 par le groupe Revival-Folk Bird in the Belly (en) pour leur album conceptuel After the City.

## Vie privée
Alexandre Smith et Flora Macdonald ont eu cinq enfants :
- Flore Macdonald (1858-1867)
- Jessie Catherine (Murray) (1860–1941) est allée en Australie où elle a épousé James Morris[10]
- Charles Kenneth Macleod (1862–1890) est mort à Calcutta, Inde
- Marcella MacLellan (1864–1865) (7 mois)
- Isabella Mary Macdonald (1866–1939) est allée chez un oncle à Ord; elle a épousé le Dr James Pender Smith.

Avec la mort d'Alexander, la vie de Flora tourne à la tragédie. Sa mère est morte l'été précédent. Maintenant, en l'espace de trois mois et quelques jours, elle perd son mari, son père, et son enfant aîné. Deux mois plus tard seulement, McCulloch, qui est probablement le meilleur ami de la famille à Édimbourg, meurt. La veuve de McCulloch, la cousine de Flora, part pour l'Australie et meurt pendant le voyage. Flora, qui vient d'un endroit magnifique et assez isolé, se retrouve dans une métropole victorienne avec trois jeunes enfants. Elle meurt en 1873, à l'âge de quarante-quatre ans ; son certificat de décès indique que les causes de la mort sont une maladie cardiaque, une apoplexie et l'alcoolisme.